# Frank Carlson
Frank Carlson, född 23 januari 1893 i Cloud County, Kansas, död 30 maj 1987 i Concordia, Kansas, var en amerikansk republikansk politiker. Han representerade delstaten Kansas i båda kamrarna av USA:s kongress, först i representanthuset 1935–1947 och sedan i senaten 1950–1969. Han var guvernör i Kansas 1947–1950.
Carlson var son till invandrare från Sverige. Han studerade vid Kansas State Agricultural College (numera Kansas State University). Han deltog i första världskriget i USA:s armé. Han var sedan verksam som jordbrukare i Kansas.
Carlson besegrade sittande kongressledamoten Kathryn O'Loughlin McCarthy i kongressvalet 1934. Han omvaldes fem gånger. Han efterträdde 1947 Andrew Frank Schoeppel som guvernör i Kansas. Han efterträddes 1950 i guvernörsämbetet av Frank L. Hagaman.
Carlson fyllnadsvaldes 1950 till USA:s senat och valdes samtidigt för den åtföljande sexåriga mandatperioden. Han omvaldes 1956 och 1962. Han ställde inte upp för omval i senatsvalet 1968 och efterträddes 1969 i senaten av Bob Dole. Carlson var en av kandidaterna i republikanernas primärval inför presidentvalet i USA 1968.
Carlson var baptist. Han gravsattes på Pleasant Hill Cemetery i Concordia.